# Шведчиков, Николай Фёдорович

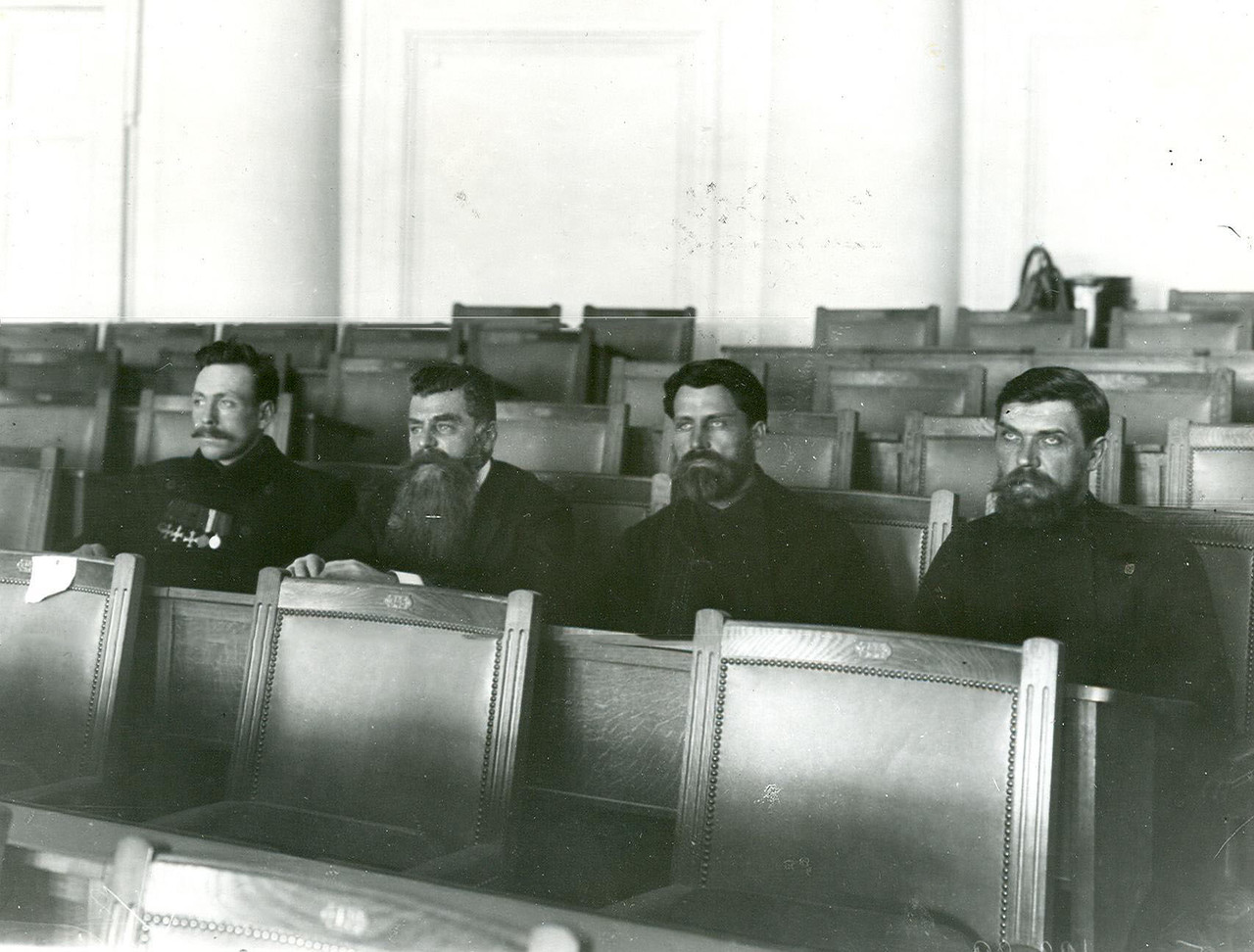
Депутаты 2-й Государственной Думы от Орловской губернии в зале заседаний в Таврическом дворце, (слева направо: М. А. Карпов, М. А. Стахович, Н. Ф. Шведчиков, А. В. Черников).

Николай Фёдорович Шведчиков (1856 — ?) — крестьянин, депутат Государственной думы II созыва от Орловской губернии.

## Биография
Крестьянин села Шведчиковы дворы Севского уезда Орловской губернии. Грамоте обучался у частных учителей. Выступал за контроль народного представительства над министрами и за демократизацию земства. Считал, что наделение крестьян помещичьей землей должно происходить при помощи её принудительного отчуждения по справедливой цене. Владел двумя душевыми наделами и арендовал дополнительно ещё несколько десятин. Занимался хлебопашеством. На момент избрания в Думу в партиях не состоял.
Был выборщиком, но для избрания в Государственную думу I созыва не набрал достаточного количества голосов.
8 февраля 1907 года избран в Государственную думу II созыва от общего состава выборщиков Орловского губернского избирательного собрания. Вошёл в состав группы беспартийных депутатов, политическая позиция была определена как «прогрессист».Был членом Аграрной комиссии.
Дальнейшая судьба и дата смерти неизвестны.

### Рекомендуемые источники
- Орловский вестник. 1907. 10 февраля.

### Архивы
- Российский государственный исторический архив. Фонд 1278. Опись 1 (2-й созыв). Дело 491; Дело 540. Лист 22.